# Vote for Change Tour
Il Vote for Change Tour è stata una tournée di artisti politicamente motivati che si sono esibiti tra settembre ed ottobre 2004 in 40 concerti itineranti nelle principali città statunitensi poco prima delle elezioni del Presidente degli Stati Uniti.
L'obbiettivo proposto era promuovere l'associazione MoveOn.org, incoraggiando gli elettori a votare contro il candidato George W. Bush e in alcuni concerti implicitamente invitare a votare per il candidato concorrente, John Kerry.
Il tour ha attirato attenzioni da parte della stampa e con un afflusso di spettatori elevato, raccogliendo dieci milioni di dollari per l'associazione: l'obiettivo principale fu mancato in quanto non spostarono voti in base ai sondaggi pre-elettorali, anche in stati come l'Ohio in cui furono eseguiti 6 concerti.

## I concerti

### Lunedì 27 settembre 2004

#### Washington
1. Keb' Mo', Bonnie Raitt, e Jackson Browne

### Mercoledì 29 settembre 2004

#### Arizona
1. Keb' Mo' (con la partecipazione di Jack Johnson e Crosby, Still, & Nash), Bonnie Raitt e Jackson Browne

### Venerdì 1º ottobre 2004

#### Pennsylvania
1. Keb' Mo', Bonnie Raitt, e Jackson Browne
2. Gob Roberts, Death Cab for Cutie, e Pearl Jam
3. Bright Eyes, R.E.M., Bruce Springsteen e la E Street Band (con la partecipazione di John Fogerty)
4. My Morning Jacket, Jurassic 5, Ben Harper and the Innocent Criminals e la Dave Matthews Band

#### Pittsburgh
1. James Taylor e le Dixie Chicks
2. Kenny "Babyface" Edmonds e John Mellencamp

### Sabato 2 ottobre 2004

#### Ohio
1. Keb' Mo', Bonnie Raitt, e Jackson Browne
2. Gob Roberts, Death Cab for Cutie, e Pearl Jam (con la partecipazione di Peter Frampton, Pegi Young, e Neil Young)
3. Bright Eyes, R.E.M., Bruce Springsteen e la E Street Band (con la partecipazione di John Fogerty)
4. My Morning Jacket, Jurassic 5, Ben Harper and the Innocent Criminals e la Dave Matthews Band

#### Cleveland
1. James Taylor e le Dixie Chicks
2. Kenny "Babyface" Edmonds e John Mellencamp

### Domenica 3 ottobre 2004

#### Michigan
1. Keb' Mo', Bonnie Raitt, e Jackson Browne
2. Gob Roberts, Death Cab for Cutie, e i Pearl Jam
3. Bright Eyes, R.E.M., Bruce Springsteen e la E Street Band (con la partecipazione di John Fogerty)
4. My Morning Jacket, Jurassic 5, Ben Harper and the Innocent Criminals e la Dave Matthews Band

#### Detroit
1. James Taylor e le Dixie Chicks
2. Kenny "Babyface" Edmonds e John Mellencamp

### Martedì 5 ottobre 2004

#### Midwest
1. Keb' Mo', Bonnie Raitt, e Jackson Browne
2. Gob Roberts, Death Cab for Cutie, e i Pearl Jam
3. Bright Eyes, R.E.M., Bruce Springsteen e la E Street Band (con la partecipazione di John Fogerty)
4. My Morning Jacket, Jurassic 5, Ben Harper and The Innocent Criminals e la Dave Matthews Band

#### Cedar Rapids (Iowa)
1. James Taylor e le Dixie Chicks
2. Kenny "Babyface" Edmonds e John Mellencamp

### Mercoledì 6 ottobre 2004

#### Midwest
1. John Prine, Keb' Mo', e Bonnie Raitt
2. Gob Roberts, Death Cab for Cutie, e i Pearl Jam
3. Bright Eyes, R.E.M., Bruce Springsteen e la E Street Band (con la partecipazione di Neil Young)
4. My Morning Jacket, Jurassic 5, Ben Harper and The Innocent Criminals e la Dave Matthews Band

#### St. Louis, Missouri
1. James Taylor e le Dixie Chicks
2. Kenny "Babyface" Edmonds e John Mellencamp

### Venerdì 8 ottobre 2004

#### Florida
1. Sheryl Crow, Keb' Mo' e Bonnie Raitt
2. Gob Roberts, Death Cab for Cutie, e i Pearl Jam
3. Tracy Chapman, R.E.M., Bruce Springsteen e la E Street Band (con la partecipazione di John Fogerty)
4. Jurassic 5, Ben Harper and The Innocent Criminals e la Dave Matthews Band

#### Tampa Bay
1. James Taylor e le Dixie Chicks
2. Kenny "Babyface" Edmonds e John Mellencamp

### Lunedì 11 ottobre 2004

#### Washington
1. Concerto finale con la partecipazione di gran parte degli artisti coinvolti tra cui Dixie Chicks, Bonnie Raitt, Bruce Springsteen, Dave Matthews Band, Jackson Browne, James Taylor, John Fogerty, John Mellencamp, Jurassic 5, Keb' Mo', Kenny "Babyface" Edmonds, Pearl Jam e i R.E.M..

### Mercoledì 13 ottobre 2004

#### New Jersey
1. Bruce Springsteen e la E Street Band (con la partecipazione di Patti Scialfa, Jackson Browne, John Fogerty e Eddie Vedder)